# 啓文
启文（1816年—1857年），孙氏，字仲明，号星东，内务府汉军镶黄旗人（属内务府镶黄旗汉姓满洲旗人）。清朝官员，进士出身。

## 生平
隶內務府鑲黃旗漢軍純嘏佐領下（純嘏佐領隶内务府正白旗汉军，内务府庆丰司员外郎，系道光十八年（1838年）戊戌科进士尚氏延恒之父）。道光二十三年顺天乡试举人，道光二十四年（1844年）甲辰科二甲进士，选散馆授编修，户科给事中，后出任湖北汉黄道。于咸丰元年任顺天同考官，三年任会试同考官等职。
家府位于京师顺城门（元代顺承门，后称宣武门）内护国寺（大隆善护国寺）南头兴化寺街（今兴华胡同）中间路北（据楊炳堃《楊中議公自訂年譜》，1885）。

## 家庭
- 始祖孫守祖（c.1580s-？）。“孫守祖，鑲黄旗包衣旗鼓人，世居撫順地方，來歸年分無考。其五世孫孫天保現任䕶軍校委署䕶軍叅領，索柱、額爾本俱現任䕶軍校”（据《八旗滿洲氏族通譜》卷76）。
- 世祖（c.1610s-？）。
- 世祖（c.1640s-？）。
- 太高祖（c.1670s-？）。
- 高祖孙续（c.1700s-？）。高祖母金氏。
- 曾祖三格（c.1730s-？），内务府郎中、热河总管、上驷院卿；曾任内务府镶黄旗包衣第五㕘领第三旗鼓佐领、内务府正黄旗包衣第三叅领第一满洲佐领（卒于任，据《钦定八旗通志》）。原配高氏，继配生母王氏，再继配楊氏。其（堂）兄弟辈：
  - 胞兄三保。
  - 锁住（又索柱），内务府护军参领。
  - 额尔贲（又額爾本），内务府三旗护军统领。
  - 五格，护军校。
- 祖父热河（乾隆二十八年特恩赐名，c.1760s-？），内务府郎中、圆明园郎中兼管东三园等处事务、内务府正白旗参领，署镶黄旗、正黄旗参领，赠定国将军。嫡祖母生母薩克達氏（胞兄嘉慶四年（1799年）己未科三甲进士柏齡阿，父内务府员外郎雅圖）。继祖母徐氏。
- 父慶霖（字雨苍，号云屏，1793-1845），嘉庆己卯恩科进士，湖北按察使。母王氏（父伊薩布，圆明园库掌）。胞兄元善，其子發克金。
- 胞兄：
  - 昭文（字伯琴，1816-？），道光己酉科举人。[5]嫡妻博爾濟吉特氏，继妻喜塔臘氏。
  - 崇文（字松甫）。妻索勒豁金氏（胞兄内务府正黄旗满洲、咸豐二年(1852)壬子恩科進士永順 (咸豐進士)，父麟慶）。
- 胞姊孙氏，分别嫁：
  - 镶红旗满洲費莫氏文鏞（胞兄馬蘭鎮、泰寧鎮總兵兼總管內務府大臣文俊，父英奎；胞叔工部侍郎、右翼總兵英綬，其子小说家文康；姑母費莫氏，嫡福晉嫁瑞懷親王綿忻、嘉庆帝第四子；祖父武英殿大學士、一等威勤侯勒保，伯祖父恪敏公永保 (清朝)；堂兄道光二年(1822)壬午科進士文端公文慶）。
  - 正黃旗滿洲博爾濟吉特氏恭鈞（胞兄黑龍江將軍恭鏜，其子光绪十二年丙戌科进士瑞洵、末任湖广总督瑞澂；父一等奉義侯、直隸總督、文淵閣大學士琦善；祖父一等奉義侯、熱河都統、西安將軍成德 (博爾濟吉特氏)）。
  - 正红旗满洲、户部主事鄂拖氏玉成（父湖北、山西、河南巡抚鄂順安（字云浦、雲圃），喜藏书，撰《重修河南贡院碑记》）。
- 原配妻李氏（父内务府正白旗汉军、道光十三年癸巳（1833）科进士李恩慶，胞叔嘉慶十三年（1808年）戊辰科进士李恩繹；胞姊李氏订婚內務府正黃旗滿洲、道光甲午科舉人、遵化直隸州知州葉赫顏札氏賡颺（父道光丙戌科三甲進士祥安，又名祥紱）；侄女李氏原配嫁正蓝旗汉军、光緒二年（1876）丙子恩科進士胡俊章）。继妻王氏（父内务府正黄旗汉军、道光癸未科進士文光 (道光进士)；胞姊王氏，继配嫁正蓝旗汉军、道光乙巳科進士趙氏文起）。
- 子懋勛，懋敬，懋廉。